# シーダーシティ (ユタ州)
シーダーシティ（英: Cedar City）は、アメリカ合衆国ユタ州のアイアン郡にある都市。人口は3万5235人（2020年）。ソルトレイクシティの南400キロメートル、ネバダ州・ラスベガスの北290キロメートルに位置し、両市を繋ぐ州間高速道路15号線上にある。市内には南ユタ大学があり、毎年ユタ・シェイクスピア・フェスティバル、ユタ・サマーゲイムズ、ニール・サイモン・シアター祭などの行事が開催されている。

## 歴史
シーダーシティのある地域で前史時代に住んだ人類の存在は、北のパロワン・ギャップやフレモント遺跡で、西暦1000年から1300年のものとされる岩絵から明らかになっている。現在の南パイユート族インディアンの祖先は、この地域で1776年にドミネゲス・エスカランテ遠征隊と出遭った。その50年後の1826年、マウンテンマンかつ毛皮交易人のジェデディア・スミスが、ユタからカリフォルニア州に抜ける道を探検してこの地域を通過した。
シーダーシティの町は1851年遅くに、ユタ州のパロワンから来たモルモン開拓者によって設立された。彼等は鉄工所を建設するために派遣されていた。この場所は「フォートシーダー」あるいは「シーダーシティ」と呼ばれ、西10マイル (16 km) の広大な鉄鉱床と、シーダーキャニオン上流10マイルの石炭田と等距離にあったが、土地に多く自生していた樹種から名前が付けられた（実際にはジュニパーの木だったが、シーダー（杉）とされた）。ヘンリー・ラントが率いてきた2つの隊が1851年11月11日のブリザードの日に砦に到着し、それを公式な町の設立日とした。1855年、鉄工所に近く、コール・クリークの氾濫原の外にある新しい場所が、ブリガム・ヤングの提案で設立された。現在のシーダーシティがこの場所にある。シーダーシティは1868年2月18日に法人化された。
鉄工所は1858年に閉鎖されたが、1980年代まで地域で鉄鉱石の採掘が続けられた。シーダーシティを通る鉄道によって、シーダーブレイクス国定公園に加えて、ブライスキャニオン国立公園、ザイオン国立公園、グランドキャニオン国立公園に入る観光の入口としての地位が確立された。シーダーシティはユタ州南西部で観光業、商業開発、教育と芸術の中心であり続けている。
1980年代後半からユタ州南西部の大半と共に急速な成長を遂げている。

## 地理

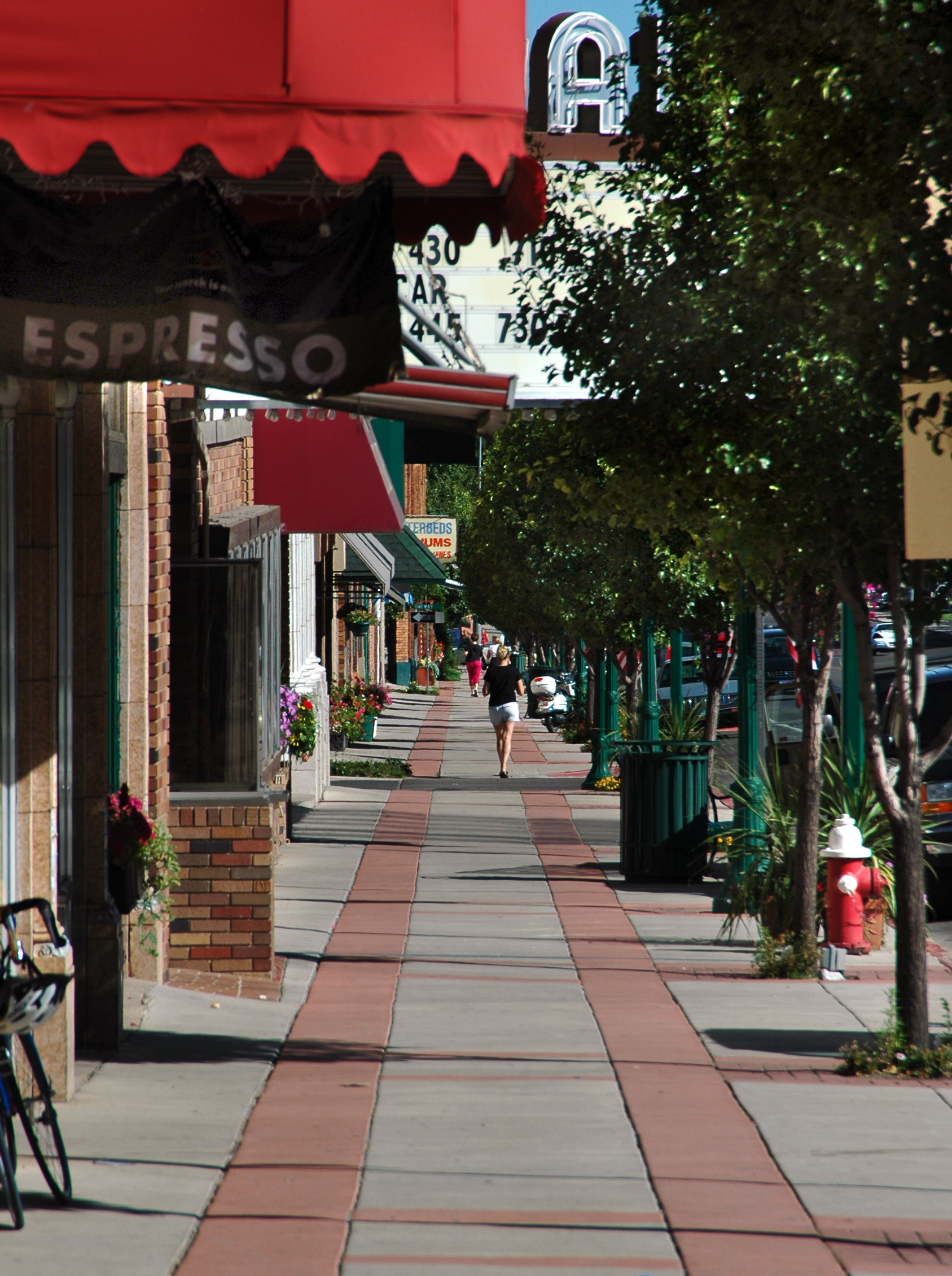
歴史ある中心街のメインストリート

シーダーシティはグレートベースン南東部にあり、モハーヴェ砂漠北東端の北32キロメートルに位置している。標高は1,780メートルであり、近くのディキシーと比べて冷涼かつそれほど乾燥しない気候であるが、セントジョージとは文化的繋がりを保持しており、例えば同じ日刊紙を共有している。
シーダーシティは 37°40'57" N, 113°4'28" W (37.682606, -113.074402)に位置している。
アメリカ合衆国国勢調査局に拠れば、市域全面積は20.1平方マイル (52 km2) であり、全て陸地である。

## 交通
州間高速道路15号線が南のセントジョージ（80 km）、ラスベガス（290 km）とを繋ぎ、北は州間高速道路70号線（110 km）、ソルトレイクシティ（400 km）とを繋いでいる。州道でアメリカ国道93号線に近いネバダ州パナカと、国道89号線でユタ州カナブと、ネバダ州では国道50号線や同6号線と接続している。セントジョージと同様に西部の地域ネットワークで絶好の位置付けにある。カリフォルニア州のロサンゼルスは州間高速道路15号線で南に707 kmにあり、アリゾナ州フェニックスは州間高速道路15号線と国道93号線を通じて南に748 km、コロラド州デンバーは州間高速道路15号線と同70号線を通じて東に930 kmにある。
ユニオン・パシフィック鉄道の支線がシーダーシティを通り、ルンドで本線と繋いでいる。
シーダーシティ地域空港にはスカイウェスト航空が就航している。

## 気候
マーカガント台地の西端にあり、ハイデザート・バレーであるシーダー・バレーは大洋に出口が無い。気候は山岳部西に典型的な亜乾燥気候（ケッペンの気候区分BSk）だが、積雪は大変多くなることがあり、1949年1月には36.9インチ (94 cm) にもなった。
| シーダーシティ（1971年から2000年の平均）の気候        | シーダーシティ（1971年から2000年の平均）の気候 | シーダーシティ（1971年から2000年の平均）の気候 | シーダーシティ（1971年から2000年の平均）の気候 | シーダーシティ（1971年から2000年の平均）の気候 | シーダーシティ（1971年から2000年の平均）の気候 | シーダーシティ（1971年から2000年の平均）の気候 | シーダーシティ（1971年から2000年の平均）の気候 | シーダーシティ（1971年から2000年の平均）の気候 | シーダーシティ（1971年から2000年の平均）の気候 | シーダーシティ（1971年から2000年の平均）の気候 | シーダーシティ（1971年から2000年の平均）の気候 | シーダーシティ（1971年から2000年の平均）の気候 | シーダーシティ（1971年から2000年の平均）の気候 |
| 月                                                    | 1月                                            | 2月                                            | 3月                                            | 4月                                            | 5月                                            | 6月                                            | 7月                                            | 8月                                            | 9月                                            | 10月                                           | 11月                                           | 12月                                           | 年                                             |
| ----------------------------------------------------- | ---------------------------------------------- | ---------------------------------------------- | ---------------------------------------------- | ---------------------------------------------- | ---------------------------------------------- | ---------------------------------------------- | ---------------------------------------------- | ---------------------------------------------- | ---------------------------------------------- | ---------------------------------------------- | ---------------------------------------------- | ---------------------------------------------- | ---------------------------------------------- |
| 最高気温記録 °F （°C）                                | 70 (21)                                        | 73 (23)                                        | 77 (25)                                        | 73 (23)                                        | 96 (36)                                        | 101 (38)                                       | 105 (41)                                       | 100 (38)                                       | 97 (36)                                        | 88 (31)                                        | 75 (24)                                        | 68 (20)                                        | 105 (41)                                       |
| 平均最高気温 °F （°C）                                | 41.8 (5.4)                                     | 46.7 (8.2)                                     | 53.5 (11.9)                                    | 61.2 (16.2)                                    | 71.1 (21.7)                                    | 83.1 (28.4)                                    | 89.4 (31.9)                                    | 87.1 (30.6)                                    | 78.9 (26.1)                                    | 66.1 (18.9)                                    | 51.6 (10.9)                                    | 42.7 (5.9)                                     | 64.43 (18.01)                                  |
| 平均最低気温 °F （°C）                                | 18.5 (−7.5)                                    | 22.8 (−5.1)                                    | 28.4 (−2)                                      | 33.7 (0.9)                                     | 41.5 (5.3)                                     | 50.1 (10.1)                                    | 57.8 (14.3)                                    | 56.8 (13.8)                                    | 47.6 (8.7)                                     | 36.0 (2.2)                                     | 25.9 (−3.4)                                    | 18.6 (−7.4)                                    | 36.48 (2.49)                                   |
| 最低気温記録 °F （°C）                                | −26 (−32)                                      | −24 (−31)                                      | −1 (−18)                                       | 6 (−14)                                        | 21 (−6)                                        | 26 (−3)                                        | 40 (4)                                         | 36 (2)                                         | 23 (−5)                                        | −7 (−22)                                       | −7 (−22)                                       | −23 (−31)                                      | −26 (−32)                                      |
| 降水量 inch （mm）                                    | 0.90 (22.9)                                    | 0.97 (24.6)                                    | 1.34 (34)                                      | 1.00 (25.4)                                    | 0.91 (23.1)                                    | 0.45 (11.4)                                    | 0.93 (23.6)                                    | 1.15 (29.2)                                    | 0.83 (21.1)                                    | 1.30 (33)                                      | 0.97 (24.6)                                    | 0.65 (16.5)                                    | 11.4 (289.4)                                   |
| 降雪量 inch （cm）                                    | 9.1 (23.1)                                     | 9.0 (22.9)                                     | 8.5 (21.6)                                     | 5.2 (13.2)                                     | 1.5 (3.8)                                      | 0.1 (0.3)                                      | 0 (0)                                          | 0 (0)                                          | 0.1 (0.3)                                      | 2.3 (5.8)                                      | 6.1 (15.5)                                     | 6.0 (15.2)                                     | 47.9 (121.7)                                   |
| 平均降水日数 （≥0.01 inch）                           | 6.4                                            | 6.5                                            | 8.8                                            | 6.6                                            | 6.1                                            | 3.2                                            | 5.3                                            | 6.4                                            | 4.7                                            | 5.8                                            | 5.6                                            | 5.8                                            | 71.2                                           |
| 平均降雪日数 （≥0.1 inch）                            | 5.1                                            | 4.4                                            | 4.7                                            | 2.9                                            | 0.8                                            | 0.1                                            | 0                                              | 0                                              | 0.1                                            | 1.0                                            | 3.2                                            | 3.6                                            | 25.9                                           |
| 出典：National Oceanic and Atmospheric Administration |                                                |                                                |                                                |                                                |                                                |                                                |                                                |                                                |                                                |                                                |                                                |                                                |                                                |

## 人口動態

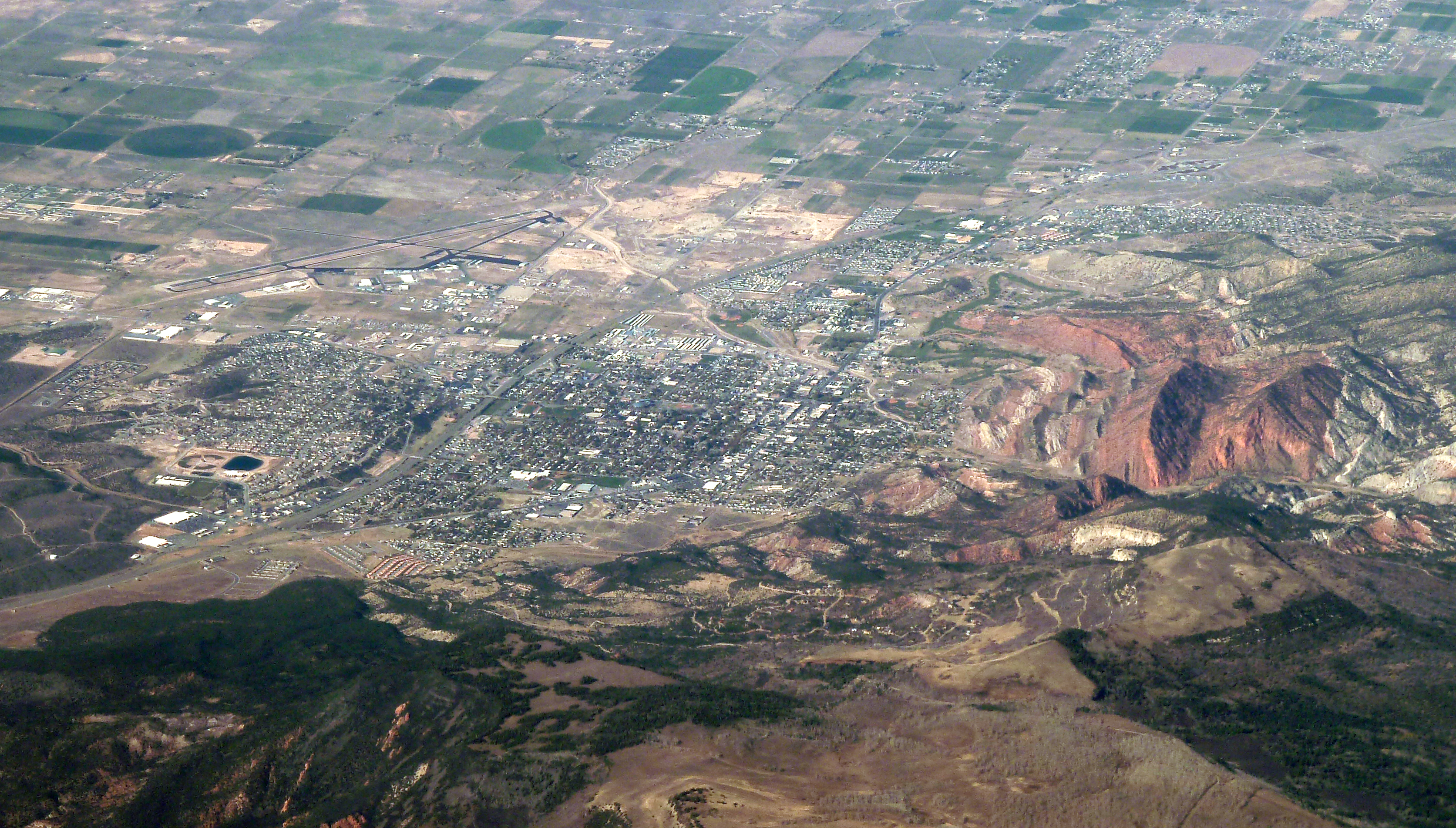
シーダーシティの航空写真

以下は2000年国勢調査による人口統計データである。
| 基礎データ - 人口: 20,527 人 - 世帯数: 6,486 世帯 - 家族数: 4,682 家族 - 人口密度: 394.5人/km2（1,021.8 人/mi2） - 住居数: 7,109 軒 - 住居密度: 136.6軒/km2（353.9 軒/mi2） 人種別人口構成 - 白人: 92.06% - アフリカン・アメリカン: 2.53% - ネイティブ・アメリカン: 1.11% - アジア人: 0.47% - 太平洋諸島系: 0.33% - その他の人種: 1.65% - 混血: 1.86% - ヒスパニック・ラテン系: 4.14% 年齢別人口構成 - 18歳未満: 28.2% - 18-24歳: 27.4% - 25-44歳: 22.6% - 45-64歳: 14.0% - 65歳以上: 7.8% - 年齢の中央値: 23歳 - 性比（女性100人あたり男性の人口） - 総人口: 95.6 - 18歳以上: 91.0 | 世帯と家族（対世帯数） - 18歳未満の子供がいる: 39.0% - 結婚・同居している夫婦: 59.8% - 未婚・離婚・死別女性が世帯主: 9.1% - 非家族世帯: 27.8% - 単身世帯: 16.3% - 65歳以上の老人1人暮らし: 5.8% - 平均構成人数 - 世帯: 3.07人 - 家族: 3.37人 収入と家計 - 収入の中央値 - 世帯: 32,403米ドル - 家族: 37,509米ドル - 性別 - 男性: 31,192米ドル - 女性: 19,601米ドル - 人口1人あたり収入: 14,057米ドル - 貧困線以下 - 対人口: 22.1% - 対家族数: 14.5% - 18歳未満: 20.2% - 65歳以上: 4.2% |

## 経済
保険会社のリービット・グループがシーダーシティを本拠にしている。

## 著名な出身者
- ハリー・リード、ネバダ州選出アメリカ合衆国上院議員、上院多数党院内総務、シーダーシティで南ユタ大学卒
- マイケル・オーカーランド・レヴィット、南ユタ大学卒、元ユタ州知事、アメリカ合衆国環境保護庁長官、アメリカ合衆国保健福祉長官、シーダーシティで生まれ育った
- ミッチ・タルボット、メジャーリーグベースボール選手、クリーブランド・インディアンス、シーダーシティで生まれた、キャニオンビュー高校卒、2002年のドラフトでヒューストン・アストロズから2巡目に指名